# Piptatherum miliaceum
Piptatherum miliaceum – вид рослин родини тонконогові (Poaceae).

## Опис
Стебла до 100 см, прямостоячі або висхідні, рифлені, гладкі. Листові пластини 50 × 0,2–1,2 см, плоскі або заплутані з висиханням. Волоті 20–50 см, пірамідальні. Колоски від 2,5 до 3,6 мм. Цвіте з квітня по листопад.

## Поширення
Північна Африка: Алжир; Єгипет; Лівія; Марокко; Туніс. Західна Азія: Кіпр; Єгипет — Синай; Ірак [пн.]; Ізраїль; Йорданія; Ліван; Сирія [зх.]; Туреччина. Південна Європа: Албанія; Хорватія; Греція [вкл. Крит]; Італія [вкл. Сардинія, Сицилія]; Франція [вкл. Корсика]; Португалія [вкл. Мадейра]; Гібралтар; Іспанія [вкл. Балеарські острови, Канарські острови]. Натуралізований в деяких інших країнах.

## Галерея

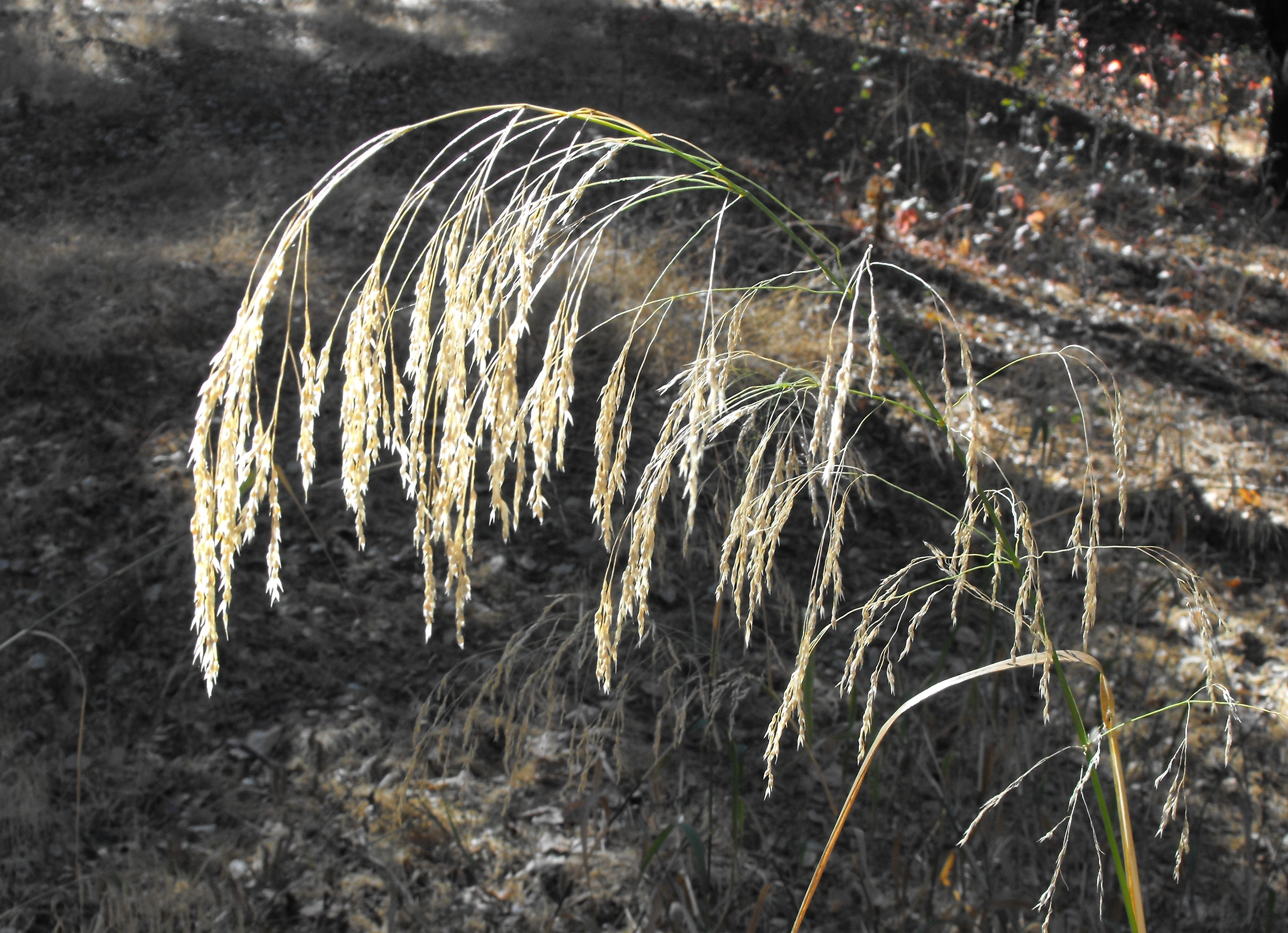
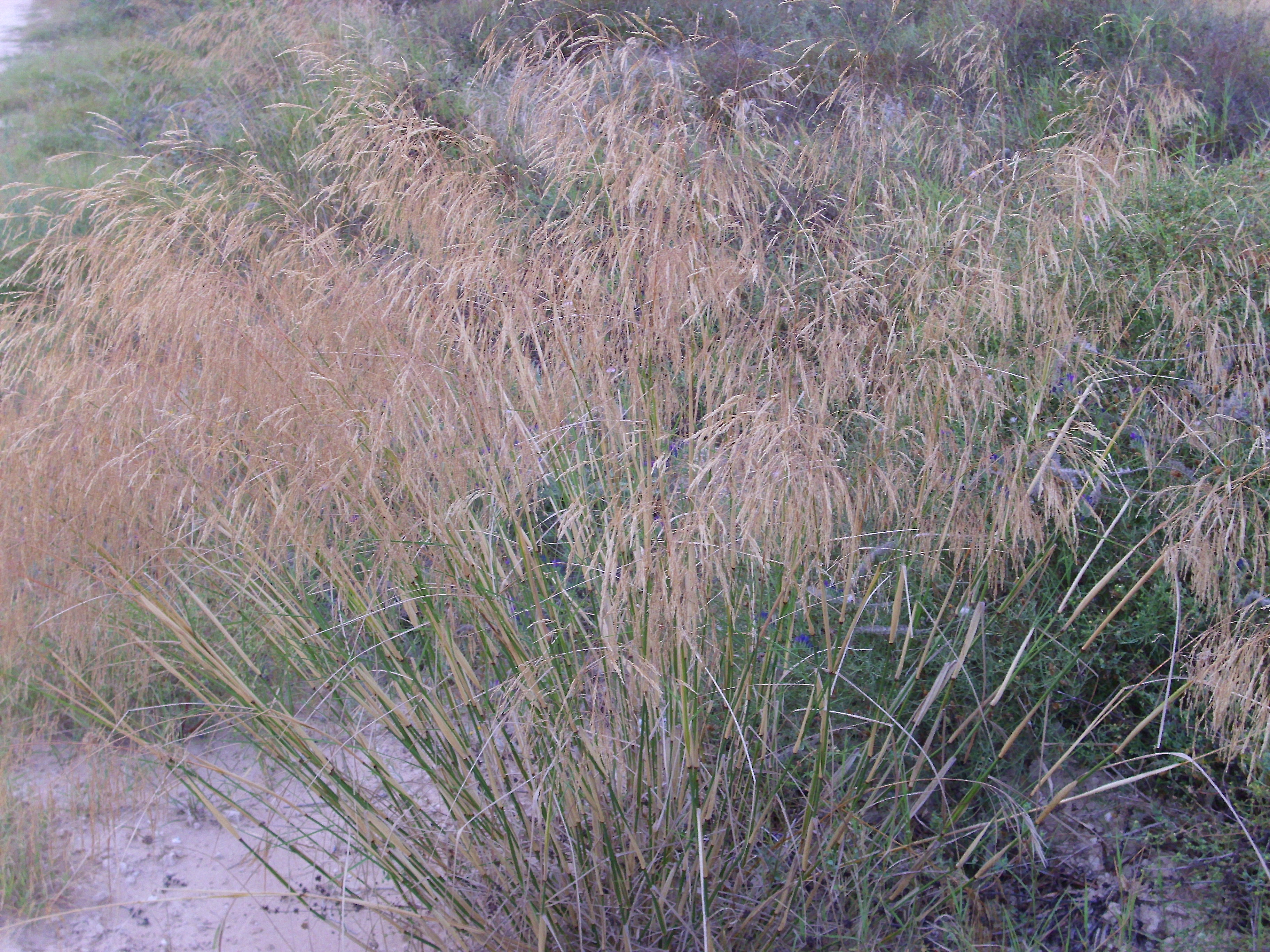